# 가와타 아쓰시
가와타 아쓰시(일본어: 河田 篤秀, 1992년 9월 18일~)는 일본의 축구 선수이다.

## 구단 경력
그는 2015년 알비렉스 니가타 싱가포르에 입단했고, 2년동안 팀에서 뛰었다. 2017년 J1리그의 알비렉스 니가타로 이적했다. 2017년후 J2리그에 강등했다. 2019년 도쿠시마 보르티스로 이적했다. 2020년 J2리그 우승으로 J1리그로 승격했다. 2021년 7월부터 2023년 3월까지 J2리그의 오미야 아르디자에서 뛰었다. 2023년 3월 J1리그의 사간 도스로 이적했다. 2024년 7월 J2리그의 더스파 군마로 이적했다.